# جون جيجير
جون جيجير (بالإنجليزية: John Geiger)‏ هو مجدف أمريكي، ولد في 1 أغسطس 1877 في فيلادلفيا في الولايات المتحدة، وتوفي بنفس المكان في 6 ديسمبر 1956.

## وصلات خارجية
- جون جيجير على موقع الاتحاد الدولي للتجديف (الإنجليزية)
- جون جيجير على موقع اللجنة الأولمبية الدولية (الإنجليزية)
- جون جيجير على موقع أوليمبيديا (الإنجليزية)